# Le Regard des Gens
Le Regard des Gens – pierwszy solowy album Tunisiano. Wydany przez Sony BMG Music Entertainment.

## Lista utworów
1. "Effet D'Une Bombe" - 3:30
2. "Equivoque" - 3:24
3. "Le Regard Des Gens" - 4:26
4. "Dégouté" - 4:28
5. "Toucher Mes Rêves" (feat Lyricson)- 4:38
6. "Nos Rues" - 4:14
7. "Marlich" - 4:33
8. "Citoyen Du Monde" (feat Zaho) - 4:43
9. "Je Porte Plainte" - 4:29
10. "Musique Je Te Haime" - 4:33
11. "On S'En Fiche" (feat Akil) - 3:52
12. "Qui Es-Tu ?" - 4:25
13. "Solitude" (feat Amel Bent) - 4:56
14. "Carte Postale" - 3:39
15. "Ensemble" - 4:25
16. "Répondez-Moi" - 4:44